# Calle 96 (línea de la Octava Avenida)
La estación de la calle 96 abrió el 10 de septiembre de 1932, como una estación local de dos niveles, los trenes con sentido norte usan el nivel superior y los trenes con sentido sur el nivel inferior.
La actual estación tiene dos salidas, tres plataformas, una escalera que va hacia el nivel inferior y otra que sólo funciona durante ciertas horas en la calle 97, esa parte tiene dos escaleras. La salida hacia la esquina noroeste tiene aceras más largas debido a que la calle 97 es más ancha. En el extremo sur de la estación se encuentra una salida cerrada hacia la calle 95.

## Conexiones de autobuses
- M96
- M106